# Гривы (Опочецкий район)
Гривы — деревня в Опочецком районе Псковской области России. Входит в состав Глубоковской волости.

## География
Расположена в 5 км к юго-востоку от города Опочка.

## Население
| 2001 | 2002 | 2010 | 2013 | 2014 | 2015 | 2016 |
| ---- | ---- | ---- | ---- | ---- | ---- | ---- |
| 72   | ↘69  | ↘60  | ↘50  | ↘49  | ↘46  | ↗50  |

Численность населения по состоянию на начало 2001 года составляла 72 человека.

## История
С 1995 до 2015 года деревня входила в состав ныне упразднённой Звонской волости.